# Shan Atci
Kagan Shan Atci, född 6 juli 1978 i Flemingsberg i Huddinge församling, är en svensk ståuppkomiker. Han medverkade i de två första säsongerna av Stockholm Live 2004 och 2005. 
Atci, som är av kurdisk härkomst, var våren 2005 programledare för den egna talkshowen Lobby på ZTV och var programledare för Melodifestivalen 2005, delfinalen i Göteborg, samt Lilla melodifestivalen 2005. Han medverkade också i humorprogrammet 100% tillsammans med Adam Alsing, Magnus Betnér, Kristoffer Appelquist och Marika Carlsson som sändes i början av året 2006 på TV4. 
Shan Atcis humor handlar ofta om skillnaderna mellan olika folkgrupper i samhället. 2019 startade han talkshowen Backaframåt.  
Genom åren har Atci turnerat runt Sverige med standup-föreställningar.

## Filmografi/Musik
- 2005 – Stockholm Live, DVD
- 2007 – Svenska 2 - Gymnasieturnén, DVD
- 2008 – Blattefierad, DVD
- 2008 – Toarulle feat. Medina, singel Musik
- 2009 – Comedy Tour, DVD
- 2016 – Originalet Youtube
- 2017 – Då&Nu Youtube
- 2019 – Backaframåt - Talkshow Youtube
- 2020 – Backa Framåt Youtube

## Standup-turnéer
- 2009 – Comedy Tour,
- 2014 – Shan Atci Live
- 2014 –  Cok Roligt
- 2015 –  Shan Atci Live
- 2016 – Originalet
- 2017 – Då&Nu
- 2019 – Backaframåt
- 2020 – Kians Baba